# Бердюжское сельское поселение
Бердюжское се́льское поселе́ние — муниципальное образование в Бердюжском районе Тюменской области Российской Федерации.
Административный центр — село Бердюжье.

## История
Статус и границы сельского поселения установлены Законом Тюменской области от 5 ноября 2004 года № 263 «Об установлении границ муниципальных образований Тюменской области и наделении их статусом муниципального района, городского округа и сельского поселения».

## Население
| 2010  | 2011  | 2012  | 2013  | 2014  | 2015  | 2016  |
| ----- | ----- | ----- | ----- | ----- | ----- | ----- |
| 5492  | ↘5476 | ↘5424 | ↘5377 | ↗5436 | ↗5517 | ↗5530 |
| 2017  | 2018  | 2019  | 2020  | 2021  | 2023  |       |
| ↗5592 | ↗5641 | ↗5659 | ↘5654 | ↗6113 | ↘6092 |       |

## Состав сельского поселения
| № | Населённый пункт | Тип населённого пункта       | Население |
| - | ---------------- | ---------------------------- | --------- |
| 1 | Бердюжье         | село, административный центр | ↗5827     |
| 2 | Гагарина         | деревня                      | 246       |
| 3 | Глубокое         | деревня                      | 52        |
| 4 | Чесноки          | деревня                      | 36        |